# Ökologieorientierte Produktion
Die ökologieorientierte Produktion beschreibt die Erzeugung von Produkten und betrachtet dabei neben den herkömmlichen Aspekten der Leistungserstellung auch umweltbezogene Gesichtspunkte. Sie gehört als wertschaffender Prozess neben der vorangestellten ökologieorientierten Beschaffung und den nachgestellten Stufen Absatz und Entsorgung zu den primären Aktivitäten des Wertschöpfungskreises.

## Bedeutung
Unter Produktion wird ganz allgemein der Prozess der Umwandlung von sogenannten Produktionsfaktoren zu Produkten, Dienstleistungen oder Kombinationen beider verstanden.
Angesichts des Wertvorstellungswandels sowie des zunehmenden Drucks auf Unternehmen von externen Gruppen, die direkt oder indirekt mit einem Unternehmen verbunden sind, sehen sich produzierende Betriebe gefordert, bestehende Produktionstechnik auf nachhaltigere Verfahren entsprechend dem Sustainable Development umzustellen.
Kern der betrieblichen Leistungserstellung sind nach Gutenberg die menschliche Arbeitsleistung, Arbeits- und Betriebsmittel. Erst durch diese drei Faktoren ist die Gewinnung, Veredelung oder Herstellung von Sachgütern sowie die Bereitstellung von Dienstleistungen möglich. Die Umwandlungsprozesse selbst erfolgen durch die Anwendung bestimmter Produktionsverfahren. Aus der Sicht volkswirtschaftlicher Modelle wird die Umwelt als eigenständiger Faktor nicht ausdrücklich genannt. Die elementaren Produktionsfaktoren werden gebildet durch Arbeit, Boden und Kapital, den sogenannten originären Faktoren.
Zu Gutenbergs objektbezogenen kommen noch dispositive Faktoren, die zur Gestaltung der Produktionsfunktionen dienen – die Leistungs-, Planungs- und Organisationsaufgaben. Originärer, dispositiver Faktor ist beispielsweise die Geschäftsleitung, derivativer, dispositiver Faktor hingegen die Planung und Organisation. Da sich Produktionsfaktoren zeitlich variieren lassen und somit verschiedene Kombinationsmöglichkeiten untereinander ermöglichen, können diese als Potential- und Repetierfaktoren unterschieden werden. Während Potentialfaktoren in einem gewissen Rahmen mehrfach einsetzbar sind, werden Repetierfaktoren schon bei einmaliger Anwendung verbraucht.

## Begriff
Auch wenn die natürliche Umwelt oft nicht direkt als Produktionsfaktor genannt wird, trägt sie indirekt zur Leistungserstellung eines Unternehmens bei. Dabei findet sie, wenn auch nicht explizit, als Bereitsteller von Ressourcen und Aufnahmemedium in der Produktion Berücksichtigung.
Die Erzeugung von Produkten (und Dienstleistungen) durch ökonomisch tragbare und darüber hinaus auch ökologisch verantwortliche Produktionsprozesse wird als ökologieorientierte Produktion bezeichnet.

## Ökologieorientierte Anpassung
Ein Unternehmen sollte Umweltgesichtspunkte aus verschiedenen Gründen berücksichtigen. Eine wichtige Rolle spielen wie in den meisten wirtschaftlichen Bereichen auch bei der betrieblichen Leistungserstellung politische Vorgaben und Regelungen. Anpassungen an neue bzw. erweiterte umweltpolitische Richtlinien in der Produktion können im Input-, Verfahrens- und Outputbereich gestaltet und verwirklicht werden.
Beispiele für umweltpolitische Instrumentarien sind Lärmgrenzwerte für Aggregate und Maschinen, Produktnormen für zu verkaufende Produkte oder auch Umweltausgaben, Steuern- und Subventionsmaßnahmen, die gleichzeitig den Marktpreismechanismus beeinflussen. Weiterer Handlungsbedarf ergibt sich von Seiten der Gesellschaft (bspw. durch Aufbegehren der Anwohner) und des Marktes (bspw. erfolgreicheres, umweltfreundliches Konkurrenzprodukt). Auch Regulierungsmaßnahmen (bspw. Emissionshandel) führen zu veränderten Aktivitäten des Unternehmens.
Generell sind Anpassungsmaßnahmen zeitabhängig und betreffen aus betriebswirtschaftlicher Sicht im Laufe eins Produktionsprozesses Materialbeschaffungs-, Produktions- und Absatzbereiche eines Unternehmens.
Anpassungsmaßnahmen können darüber hinaus auch über ihren zeitlichen Horizont unterschieden werden. Kurzfristig kann dies über die Wahl der zu produzierenden Menge geschehen. Mittelfristige besteht die Möglichkeit der Stilllegung der Produktionsstätten. Die Standortwahl, die Planung des Produktionsprogrammes sowie die Wahl und Gestaltung der Produktionsverfahren sind Entscheidungen, die langfristig zu treffen sind.

### Inputbereich
Im Inputbereich werden Anpassungsmaßnahmen durch die Variation von Einsatzmenge, -qualität und Inputfaktoren realisiert. In Verbindung mit der ökologieorientierten Beschaffung sollen an dieser Stelle umweltschädliche Einsatzstoffe ganz oder nur teilweise durch umweltschonende substituiert werden. Gleichfalls ist im Sinne des Recyclings auch die erneute Verwendung oder Weiterverwertung bereits in anderen oder dem gleichen Produktionsprozess zum Einsatz gelangter Stoffe und Energien möglich.

### Verfahrensbereich
Verfahrensänderungen bzw. der Einsatz neuer oder die Erweiterung bestehender Produktionsverfahren sowie veränderte Stoff- und Energieströme bedingt durch verschiedenste Recyclingmethoden im Sinne einer Kreislaufwirtschaft sind Maßnahmen zur Anpassung im Verfahrensbereich.

### Outputbereich
Die Anpassung an umweltpolitische Rahmen im Outputbereich sind gekennzeichnet durch die Variation der Ausbringungsmenge (überwiegend mit Produktionseinschränkungen verbunden) sowie des Produktionsprogrammes, Entsorgungsmaßnahmen sowie dem Recycling.

### Anpassungsformen im Produktionsbereich
| Kurzfristig                                  | Mittelfristig | Langfristig                                          |
| -------------------------------------------- | --- | ---------------------------------------------------- |
| (Bei gegebenem Bestand an Potentialfaktoren) | (Bei gegebenem Bestand materieller und immaterieller Eigentumspotentiale, aber veränderlichem Bestand an Vertragspotentialen) | (Bei veränderlichem Bestand aller Potentialfaktoren) |
| Zeitliche Anpassung                          | Quantitative Anpassung | Quantitative Anpassung                               |
| Intensitätsmäßige Anpassung                  | Qualitative Anpassung i. w. S.                                                                                                | Qualitative Anpassung i. w. S.                       |
| Qualitative Anpassung i. e. S.               | |                                                      |

## Lehre
- Technische Universität Dresden: Fakultät Wirtschaftswissenschaften, Lehrstuhl für Betriebswirtschaftslehre insbesondere Betriebliche Umweltökonomie